# Eresia callonioides
Eresia callonioides är en fjärilsart som beskrevs av Embrik Strand 1912. Eresia callonioides ingår i släktet Eresia och familjen praktfjärilar. Inga underarter finns listade i Catalogue of Life.